# لارديراغو (بافيا)
لارديراغو (بالإيطالية: Lardirago)‏ هي بلدة تقع في مقاطعة بافيا بإقليم لومبارديا في شمال إيطاليا. تبلغ مساحة هذه المدينة 5.4 (كم²)، وترتفع عن سطح البحر م، بلغ عدد سكانها 1215 نسمة في عام 2004 حسب إحصاء المعهد الوطني للإحصاء.

## السكان
في سنة 1861 بلغ عدد السكان 1٬301 نسمة، وتطور العدد ليصل في سنة 2011 لـ 1٬200 نسمة.
يظهر هذا المخطط البياني تطور النمو السكاني لـ لارديراغو (بافيا)

## وصلات خارجية
- الموقع الرسمي